# Duo for Flute and Piano (Copland)

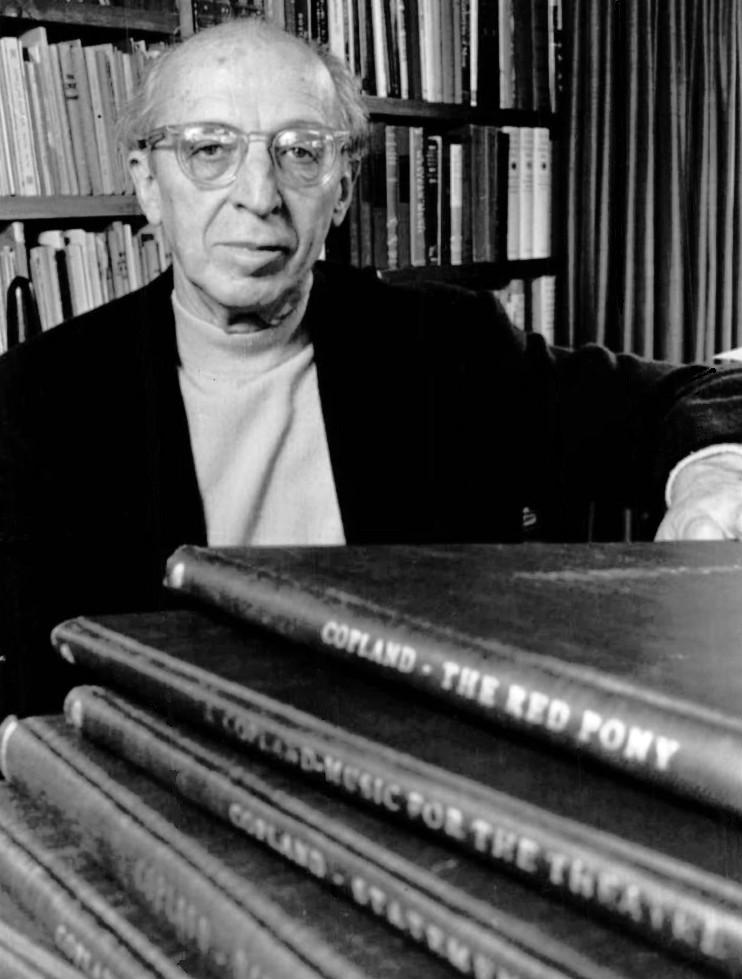
Aaron Copland, etwa 1970

Das Duo for Flute and Piano des US-amerikanischen Komponisten Aaron Copland (1900–1990) entstand 1971 als Auftragswerk einer Gruppe von Schülern in Erinnerung an deren verstorbenen Lehrer William Kincaid.

## Entstehung und Uraufführung
William Kincaid war bis 1960 Erster Flötist des Philadelphia Orchestra und unterrichtete bis zu seinem Tod 1967 zahlreiche Schüler am Curtis Institute of Music. Danach beauftragte der Flötist John Solum, stellvertretend für eine Gruppe von 70 Schülern und Freunden Kincaids, Aaron Copland mit der Komposition eines Werks für Querflöte zu dessen Gedächtnis. Copland hatte nach 1962 nur noch wenig komponiert und sich vorwiegend aufs Dirigieren verlegt, nahm den Auftrag jedoch an. 1969 begann er mit der Komposition und beendete im August 1970 den langsamen Mittelsatz, im Dezember folgte der erste Satz. Im März 1971 war auch der letzte Satz vollendet und am 3. Oktober 1971 wurde Coplands Duo für Flöte und Klavier von der Kincaid-Schülerin Elaine Shaffer und der Pianistin Hephzibah Menuhin an der Settlement Music School in Philadelphia uraufgeführt. Im gleichen Jahr wurde es im Verlag Boosey & Hawkes gedruckt.
Das Duo sollte Coplands letzte ausgedehntere Komposition bleiben. 1971 und 1973 folgten mit den Threnodies I und II noch kürzere Werke für Flöte (bzw. Altflöte) und Streichtrio. Einige Jahre später transkribierte Aaron Copland mit Hilfe von Robert Mann, Geiger im Juilliard String Quartet, das Duo für Violine und Klavier. Diese Version brachte Mann am 5. April 1978 mit dem Pianisten André-Michel Schub in der Library of Congress zur Uraufführung.

## Charakterisierung
Die Spieldauer des Duos for Flute and Piano von Aaron Copland liegt bei etwa 14 Minuten. Die drei Teile sind folgendermaßen überschrieben:
1. Flowing
2. Poetic, somewhat mournful
3. Lively, with bounce

Der Komponist selbst äußerte sich zu seinem Werk brieflich folgendermaßen:
“Being aware that many of the flutists who were responsible for commissioning the piece would want to play it, I tried to make it grateful for the performer, but no amateur could handle the Duo - it requires a good player... the style was naturally influenced by the fact that I was composing for Kincaid’s students, not for future generations (although I hoped younger flutists would play Duo eventually).” („Im Bewusstsein, dass viele der Flötisten, die das Stück in Auftrag gegeben haben, es würden spielen wollen, habe ich versucht, es für den Interpreten dankbar zu machen, allerdings könnte kein Amateur mit dem Duo umgehen - es erfordert einen guten Spieler… der Stil wurde natürlich von der Tatsache beeinflusst, dass ich für Kincaids Schüler komponierte, nicht für künftige Generationen (obwohl ich hoffte, dass auch jüngere Flötisten irgendwann das Duo spielen würden)“).
Copland tendierte hier wieder zu einer zugänglicheren Schreibweise, nachdem er sich in mehreren Werken der 1950er- und 1960er-Jahre mit der Zwölftontechnik auseinandergesetzt hatte. Der erste Satz steht amerikanischer Volksmusik nahe und beginnt mit einem Monolog der Flöte, bevor sich das Tempo beschleunigt und das Klavier hinzutritt. Der Satz endet mit einem Rückgriff auf das Material des Satzbeginns. Die Atmosphäre des zweiten Satzes (Bezeichnung auf Deutsch „Poetisch, etwas traurig“) charakterisierte Copland wie folgt: „The second movement has a sort of mood that I connect with myself - a rather sad and wistful one I suppose“. („Der zweite Satz besitzt eine Art von Stimmung, die ich mit mir selbst verbinde - eine eher traurige und wehmütige, nehme ich an“). Eine eher sparsam gesetzte, einem Blues ähnelnde, teils dissonante Passage am Anfang und Ende umrahmt einen diatonischeren Mittelteil. Dem ruhigen Satzschluss folgt attacca der zweiteilige dritte Satz, laut Vorschrift „Lebhaft, mit Schwung“ zu spielen, der mit einer virtuosen Coda endet.